# ألاريك الأول
ألاريك الأول (حوالي 370 م—410 م) ملك القوط الغربيين بين عامي 395 م-410 م، اشتهر بنهبه روما (410). كان أول ملك حقيقي للقوط الغربيين، وقد أدرك بعد عشرين عاماً من الحرب المتواصلة والدائمة أهمية صورة الملك الذي يدير السلطة العليا، لم يكن مستشاراً فحسب بل وكوندوتييرو إذا لزم الأمر.
كان الأريك زعيماً قوطياً همجياً قضى بعض السنين في خدمة الجيش الروماني . ففي تلك الايام الصعبة التي كانت تجتازها الامبراطورية الرومانية ، جرت العادة أن يستخدم الأوروبيون جماعة من الهمجيين . غير أن تلك السياسة تكشفت عن أنها خطرة ، ذلك بان أول دفعة من الهمجيين أعتادت حياة الترف في روما ، فمالت إلى التحول عن مستخدميها .
وخاب أمل الآريك كثيراً لما لم يحصل على أي ترقية بعد خدمته الأمبراطور ثيودوسيوس ، فغادر روما واستطاع أن يجعل نفسه زعيماً على الفيزيغوت ، وغزا اليونان ، ولكنه أوقف مؤقتاً من قبل الرومان . ثم خدم مجدداً في الجيش الروماني في ظل الأمبراطور هونوريوس ، ويخطيء من يعتقد أن الرومان تعلموا الدرس ، فقد انزعج الأريك مجدداً سنة 410 م ، وانقلب على أسياده ، فتحول إلى العاصمة ونهبها.

## النشأة والوضع الفيدرالي في البلقان
يذكر يوردانس، وهو بيروقراطي روماني من أصول قوطية عاش خلال القرن السادس -وانكب على دراسة التاريخ في وقت لاحق- أن ألاريك ولد في جزيرة بيوك الواقعة عند مصب دلتا نهر الدانوب في ما يعرف الآن برومانيا، وكان ينتمي إلى سلالة نبلاء «بالتي» من القوط الطرونجة. لا توجد وسيلة للتحقق من صحة هذا الادعاء. امتنع المؤرخ دوغلاس بوين عن إصدار حكم قاطع بشأن أصول ألاريك القوطية، بل يرى أن الأخير ينحدر من قبيلة الطرونجة أو قبيلة الغروثنغيين. انطلق القوط في هجرة جماعية قاطعين نهر الدانوب بعد تعرضهم لانتكاسات على يد الهون، وخاضوا حربًا مع روما. يرجح أن ألاريك كان طفلًا في تلك الفترة، وترعرع على أطراف روما. تأثرت تنشئة ألاريك بعيشه على طول حدود الأراضي الرومانية في منطقة عدها الرومان منطقةً «راكدةً» بحق، وقبل أربعة قرون، اعتبر الشاعر الروماني أوفيد المنطقة الواقعة على ضفاف نهر الدانوب أرضًا «بربريةً»، وإحدى «أكثر المناطق النائية في العالم الشاسع».
قضى ألاريك طفولته في البلقان، التي استقر فيها القوط بموجب الاتفاق الذي أبرموه مع ثيودوسيوس، فكان برفقة المحاربين القدامى الذين قاتلوا في معركة أدريانوبل عام 378، والتي شهدت تدمير جل الجيش الشرقي ومقتل الإمبراطور فالنس. تواصلت الحملات الإمبراطورية ضد القوط الغربيين حتى أبرموا معاهدةً في عام 382. كانت هذه المعاهدة أول اتفاق فيدرالي (فيودوس) يوقع على التراب الروماني، واشتُرط على تلك القبائل الجرمانية شبه المستقلة -التي نشأ ألاريك في كنفها- تزويد الجيش الروماني بقوات مقابل السلام، والسيطرة على الأراضي الصالحة للزراعة، والتحرر من السطوة الإدارية الرومانية المباشرة. وفي مقابل ذلك، بالكاد خلت المناطق الواقعة على التخوم الرومانية من العبيد والخدم القوطيين خلال الوقت الذي عاش فيه ألاريك. استدعي العديد من القوط، من أمثال ألاريك، للخدمة في الوحدات النظامية التابعة للجيش الميداني الشرقي خلال العقود اللاحقة، في حين خدم آخرون كقوات رفيدة في الحملات التي قادها ثيودوسيوس ضد مستأثرا السلطة الغربيان ماغنوس ماكسيموس وأوجينيوس.

## التمرد على روما وصعود ألاريك إلى القيادة القوطية
أدت المعاهدة، التي وقع عليها في عام 382، إلى طور جديد في العلاقة ما بين القوط والإمبراطورية، وذلك بعد حصول عدد أكبر من القوط على رتب أرستقراطية من خلال خدمتهم في الجيش الإمبراطوري. بدأ ألاريك مسيرته العسكرية تحت قيادة الجندي القوطي غايناس ليلتحق بعدها في صفوف الجيش الروماني. ظهر في البداية كقائد على ثلة مختلطة من القوط والشعوب المتحالفة، وغزا تراقيا في عام 391، ولكن أوقفه الجنرال الروماني ستيليكو، والذي ينحدر من أصول وندالية بشكل جزئي. أما الشاعر الروماني كلاوديان فقد استصغر من شأن ألاريك معتبرًا إياه «تهديدًا مجهولًا» عمل على ترهيب جنوب تراقيا في ذاك الوقت، إلا أن قدرات ألاريك وقواته كانت كبيرة بما يكفي لمنع الإمبراطور الروماني ثيودوسيوس من عبور نهر هيبروس.

## الخدمة تحت ثيودوسيوس الأول
دخل ألاريك سلك الخدمة العسكرية الروماني بحلول عام 392، وهو ما تزامن مع تراجع الأعمال العدائية بين القوط والرومان. قاد قوةً قوطيةً ساعدت الإمبراطور ثيودوسيوس على هزيمة مستأثر السلطة الفرنجي أربوغست -الذي قاتل بالنيابة عن أوجينيوس- في معركة فريجيدوس في عام 394. لم يحصل ألاريك على اعتراف يذكر من قبل ثيودوسيوس، على الرغم من تضحيته بنحو 10 آلاف من رجاله ممن وقعوا ضحية قرار الإمبراطور التكتيكي القاسي، الذي اعتمد فيه على إغراق خطوط العدو الأمامية بقوات الفيوديراتي القوطية. وكان ألاريك من القلائل الذين نجوا من هذا الصراع الدامي طويل الأمد. اعتبر العديد من الرومان أن سقوط عدد كبير من القوط في معركة نهر فريجيدوس مثل «مكسبًا» وانتصارًا لهم. ويرى كاتب سيرة ألاريك، دوغلاس بوين (2020)، أن رؤية ألاريك عشرة آلاف من رفاقه قتلى كانت على الأرجح قد أثارت في نفسه تساؤلات حول طبيعة حكم ثيودوسيوس، وما إذا كان البقاء في الخدمة العسكرية الرومانية المباشرة الخيار الأفضل لأمثاله. تمرد ألاريك، وباشر الزحف نحو القسطنطينية بعد أن رفض الرومان منحه المكافأة التي توقعها، والتي شملت ترقيته إلى منصب قائد على الجند، وتسليمه قيادة الوحدات النظامية الرومانية.
توفي ثيودوسيوس جراء إصابته بالمرض بتاريخ 17 يناير عام 395، وترك في وصاية ستيليكو ولدين صغيرين غير قادرين، ألا وهما آركاديوس وهونوريوس. يعتبر الكتاب المعاصرون أن ألاريك أضحى ملكًا على القوط الغربيين بدءًا من عام 395. ووفقًا للمؤرخ بيتر هيذر، لا تعد المصادر واضحة تمامًا في ما إذا كان ألاريك قد بزغ نجمه حين ثار القوط بعد وفاة ثيودوسيوس، أم أنه برز داخل قبيلته منذ حربه ضد أوجينيوس. وبغض النظر عن الظروف، فقد دون المؤرخ يوردانس إقناع الملك الجديد شعبه بـ«السعي نحو إقامة مملكة بجهودهم الخاصة، بدلًا من أن يخدموا الآخرين في تكاسل».

## اتخاذ إجراءات شبه مستقلة في مصالح الإمبراطورية الرومانية الشرقية والاعتراف الروماني الشرقي
سواء أكان ألاريك عضوًا في عشيرة ملكية جرمانية قديمة أم لا - على حد زعم يوردانس، وهو ما ناقشه المؤرخون- فذلك يحمل أهميةً أقل من بروزه كزعيم، وهو الأول من نوعه منذ فريتيغيرن. تركت وفاة ثيودوسيوس الجيوش الميدانية الرومانية في حالة من الانهيار، وأدت إلى انقسام الإمبراطورية من جديد بين ابنيه، إذ تولى أحدهما الجزء الشرقي منها، وتولى الآخر الجزء الغربي. نصب ستيليكو نفسه سيدًا على الغرب، وحاول فرض سيطرته على الشرق أيضًا، وقاد جيشًا إلى اليونان. تمرد ألاريك مرةً أخرى. يشير المؤرخ روجر كولينز إلى أن اتخاذ الشعب القوطي ألاريك قائدًا عليهم لم يسد الجوانب العملية المرتبطة بحاجتهم للبقاء، مع أن المجاراة التي نشأت بين شطري الإمبراطورية المتنافسين على السلطة صبت في مصلحة ألاريك وشعبه. فقد كان الأخير في حاجة للسلطة الرومانية حتى تمده بالإمدادات من مدنها.
قاد ألاريك جيشه القوطي في ما وصفه كلاوديان، وهو مروج ستيليكو، بـ«حملة للنهب»، والتي انطلقت من الشرق. يتناول تفسير المؤرخ توماس بيرنز كيف جند نظام روفينوس الشرقي في القسطنطينية ألاريك ورجاله، وبعثهم إلى ثيساليا لدرء تهديد ستيليكو، ولكن لم تنشب أية معارك. شقت قوات ألاريك طريقها إلى أثينا وعلى طول الساحل، وهناك سعى الأخير لإجبار الرومان على إبرام صلح جديد. إذ سار عبر ثيرموبيلاي ونهب أثينا في عام 396، وتظهر الأدلة الأثرية تعرض المدينة لأضرار فادحة. اتهم كلاوديان، وهو مروج ستيليكو، قوات ألاريك بممارسة النهب لمدة عام أو نحو ذلك، وصولًا إلى جنوب شبه جزيرة بيلوبونيز الجبلية، ويذكر أن الهجوم المباغت الذي شنه ستيليكو مع جيشه الميداني الغربي (بعد أن أبحر من إيطاليا) أدى إلى تثبيط عمليات النهب، ودفع قوات ألاريك شمالًا نحو منطقة إبيروس. ويضيف زوسيموس أن قوات ستيليكو دمرت ونهبت أيضًا، وسمحت لقوات ألاريك بالفرار مع غنائمهم.
اضطر ستيليكو إلى إرسال جزء من قواته الشرقية إلى ديارهم، فذهبوا إلى القسطنطينية تحت قيادة غايناس، وهو قائد قوطي يتبعه حشد كبير من القوط. أقدم غايناس على قتل روفينوس فور وصوله، ليعينه أوتروبيوس، وهو الوزير الأعلى الجديد وأول قنصل مخصي في تاريخ روما، قائدًا على الجند في تراقيا. يزعم زوسيموس أن أوتروبيوس تحكم في الإمبراطور آركاديوس «كما لو أنه خروفًا».